# Maddalena Cerasuolo

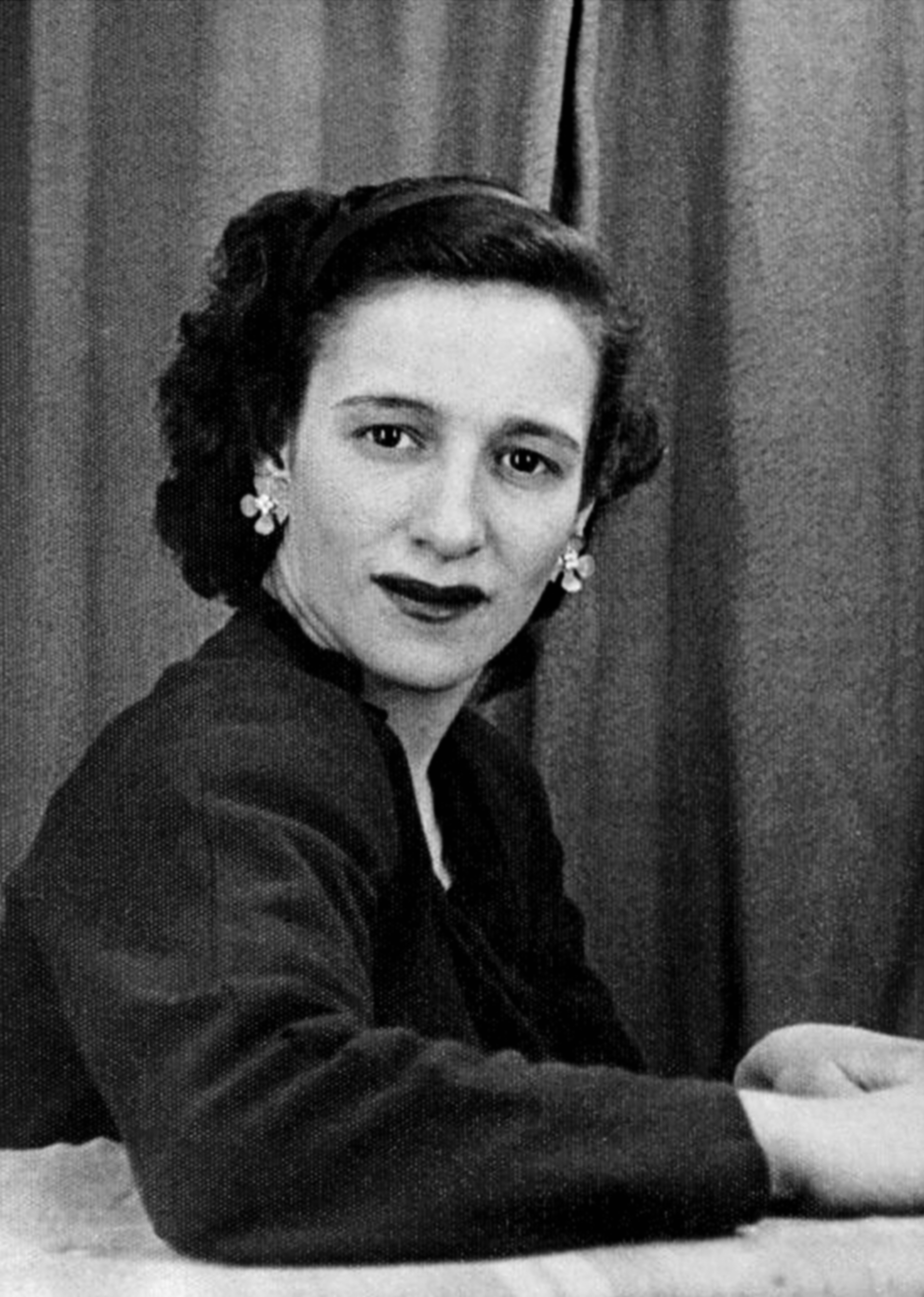
Maddalena Cerasuolo, italienische Partisanin, Bronzemedaille für militärische Tapferkeit

Maddalena Cerasuolo, auch bekannt als Lenuccia (* 3. Februar 1920 in Neapel; † 23. Oktober 1999 ebenda), war eine italienische Patriotin und antifaschistische Partisanin.
Sie spielte eine bedeutende Rolle beim Aufstand gegen die Wehrmacht in Neapel vom 27. bis 30. September 1943, der als die Vier Tage von Neapel in die Geschichte eingegangen ist.

## Biografie

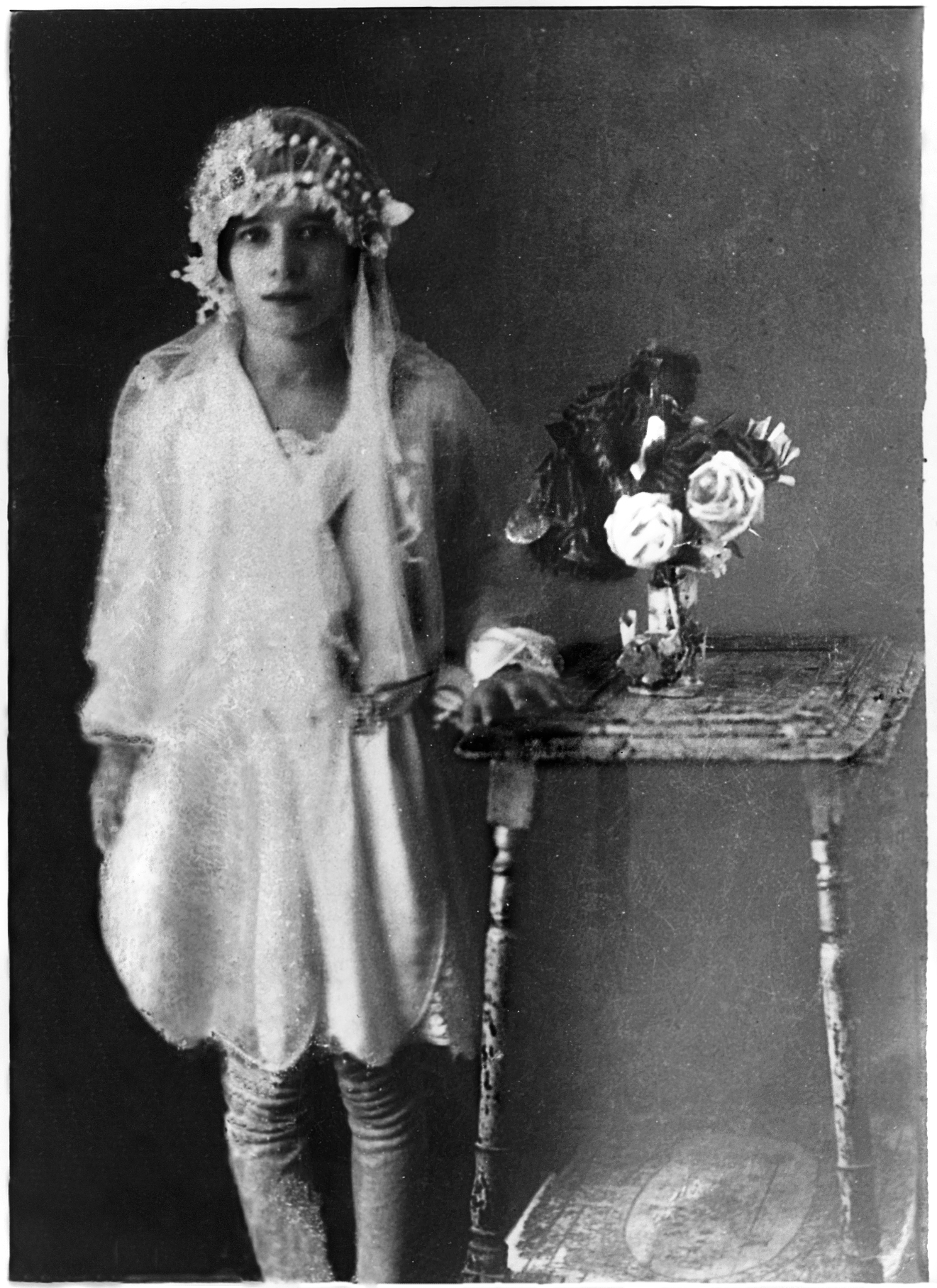
Maddalena Cerasuolo am Tag der Erstkommunion

Das Leben Maddalenas, wie auch das vieler ihrer Altersgenossen, wurde durch den Zweiten Weltkrieg in zwei Teile geteilt. Gleichwohl konnte sie sich während des Krieges in den Reihen der Resistenza und als Geheimagentin, die mit dem Vereinigten Königreich zusammenarbeitete, auszeichnen.
Nach dem Krieg lebte sie bis zu ihrem Tod im Jahr 1999 in Neapel. 

### Frühe Jahre

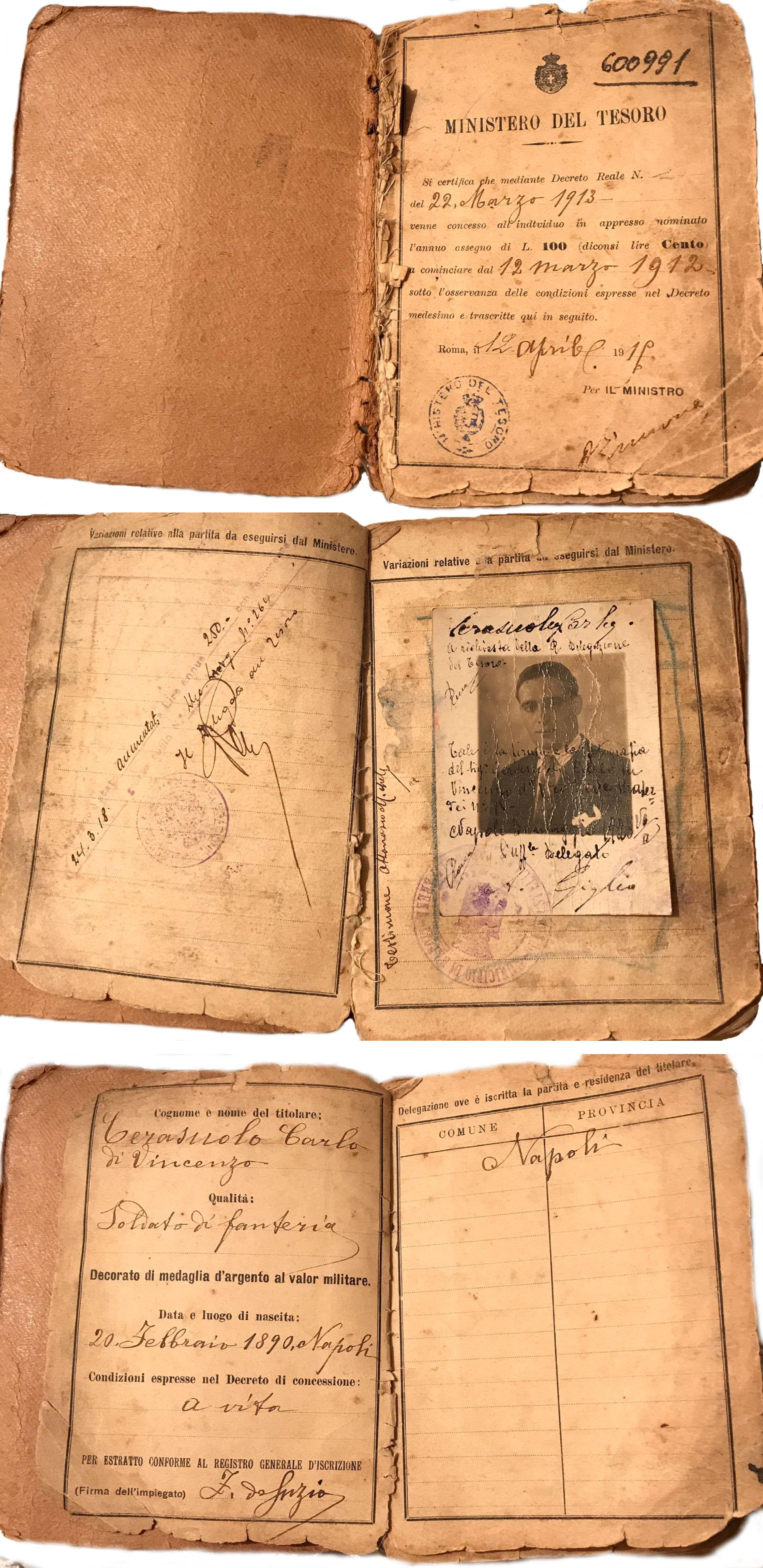
Militärisches Ehrenheft des Vaters, Carlo Cerasuolo

Maddalena war die Tochter von Annunziata Capuozzo und Carlo Cerasuolo. Ihre Eltern gehörten zur Arbeiterklasse. Zusammen mit ihren anderen fünf Schwestern Titina, Maria, Anna, Dora, Rosaria und zwei Brüdern Giovanni und Vincenzo lebte die Familie in der Vico  Neve im Stella-Viertel (Rione Materdei) in Neapel.
Ihr Vater Carlo, der in den 1910er Jahren als Koch am italienisch-türkischen Krieg und am Ersten Weltkrieg teilnahm, wurde für militärische Tapferkeit ausgezeichnet, "weil er das Schlachtfeld wie ein Löwe und nur mit Hilfe seiner Hände gegen den bewaffneten Feind verteidigt hat". In der Liste des Nationalen Instituts des Blauen Bandes wird er dafür ausgezeichnet, dass er sich – freiwillig und zuvor verwundet – seiner eigenen Militärkompanie anschloss, die in der Nähe von Bengasi in einen Angriff verwickelt war und den Feind mit dem Bajonett bekämpfte. Für diese Verdienste erhielt er die Silberne Medaille für militärische Tapferkeit und eine lebenslange Rente von 100 Lire jährlich ab dem 12. März 1912, die am 24. März 1918 auf 250 Lire erhöht wurde.
Später schloss er sich der Resistenza an und wurde mehrfach wegen Widerstandshandlungen gegen den Faschismus registriert und inhaftiert. Während des Zweiten Weltkriegs war er zunächst bei der Firma Ansaldo als Kantinenleiter angestellt. Später war er arbeitslos und baute einen fahrenden Stand auf, an dem er frittierte Pizza zubereitete und verkaufte.
Ihre Mutter Annunziata wurde zugleich mit ihrem Vater bei Ansaldo eingestellt, als Hilfsköchin; ebenso wie Maddalena und ihre Schwestern Maria und Anna, die als Kellnerinnen in der gleichen Kantine arbeiteten. Später schloss sich die Mutter dem Vater bei der Leitung seines neuen Unternehmens an. Die Erziehung, die Annunziata  ihren Kindern auferlegte, wurde als streng und beschützend empfunden und stand im Widerspruch zu den sich entwickelnden Lebensformen, wie der Emanzipation der Frau und der Leidenschaft für das Kino.

### Einstieg in die Resistenza

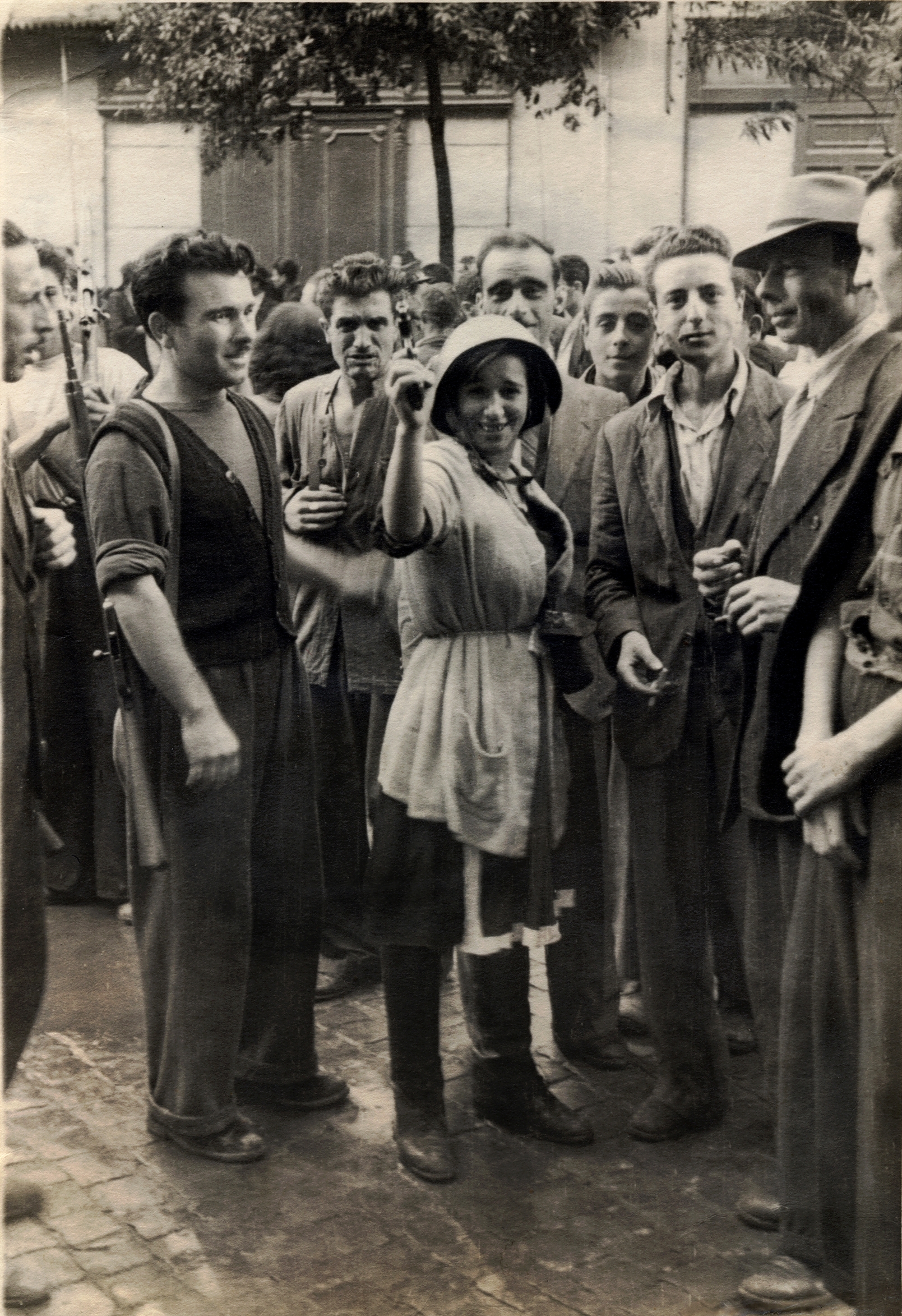
Maddalena Cerasuolo und Antonio Amoretti warten bewaffnet auf den Einsatz in Santa Teresa al Museo - vico della Purità, Neapel, 30. September 1943

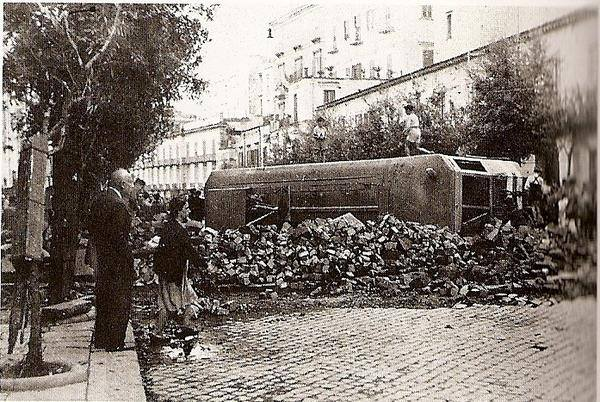
Trümmer und zerstörte Fahrzeuge in der Via Santa Teresa degli Scalzi in Neapel nach alliierten Luftangriffen. Diese dienten der italienischen Widerstandsbewegung als Barrikaden und Straßensperren (28. September 1943)

Maddalena war 23 Jahre alt und als Schuhmacherin angestellt, als sie sich aktiv an den „Vier Tagen von Neapel“, dem Volksaufstand gegen die deutsche Wehrmacht, der vom 27. bis 30. September 1943 stattfand, beteiligte.
Am ersten Tag nahm sie an der Gruppe der "Waffensucher" teil.
Sie zeichnete sich zum ersten Mal während der bewaffneten Auseinandersetzungen aus, die im Rione Materdei stattfanden, um die Deutschen daran zu hindern, eine Schuhfabrik in der Vico delle Trone zu plündern. Die deutschen Soldaten hatten sich dort verbarrikadiert und drohten, Sprengladungen zu zünden, die die Fabrik und die umliegenden Gebäude zerstört hätten. Maddalena bot sich an, allein loszuziehen, um die Stärke der deutschen Streitkräfte zu erkunden. Später verhandelte sie mit den Nazi-Offizieren und forderte diese schriftlich auf, ihre Waffen abzugeben. Sie riskierte dabei, dass die Deutschen ihr die Rechte nach den Genfer Konventionen versagen würden.
Mit den Partisanen der Stadtteile Materdei und Stella, angeführt von ihrem Vater Carlo Cerasuolo, dem Leutnant Dino Del Prete und dem Feuerwehroffizier Vinicio Giacomelli, verteidigte sie die Ponte della Sanità, die später nach ihr benannt werden sollte. Die Brücke war in einem Schacht in der Mitte der Brücke vermint. Maddalena nahm zum ersten Mal mit einem Gewehr bewaffnet teil. Die Partisanen leisteten damit einen Beitrag, um einen wichtigen Zugang zur Stadt offen zu halten und auch einen wichtigen Zweig des Aquädukts, der das Zentrum von Neapel versorgte.
Für diese Episode erhielt sie später die Bronzemedaille für militärische Tapferkeit und wurde von General Montgomery in den Palazzo Reale eingeladen, wo er sie umarmte und küsste.

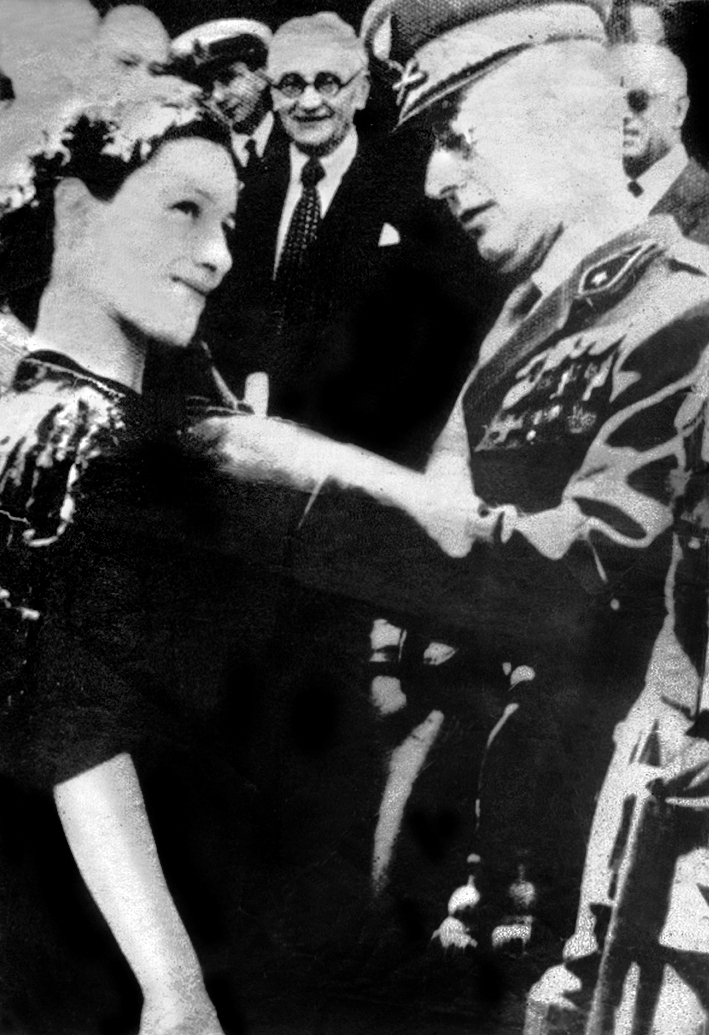
Am 24. Mai 1946 wurde Maddalena Cerasuolo mit der Bronzemedaille für militärische Tapferkeit ausgezeichnet

### Zusammenarbeit mit britischen Geheimdiensten

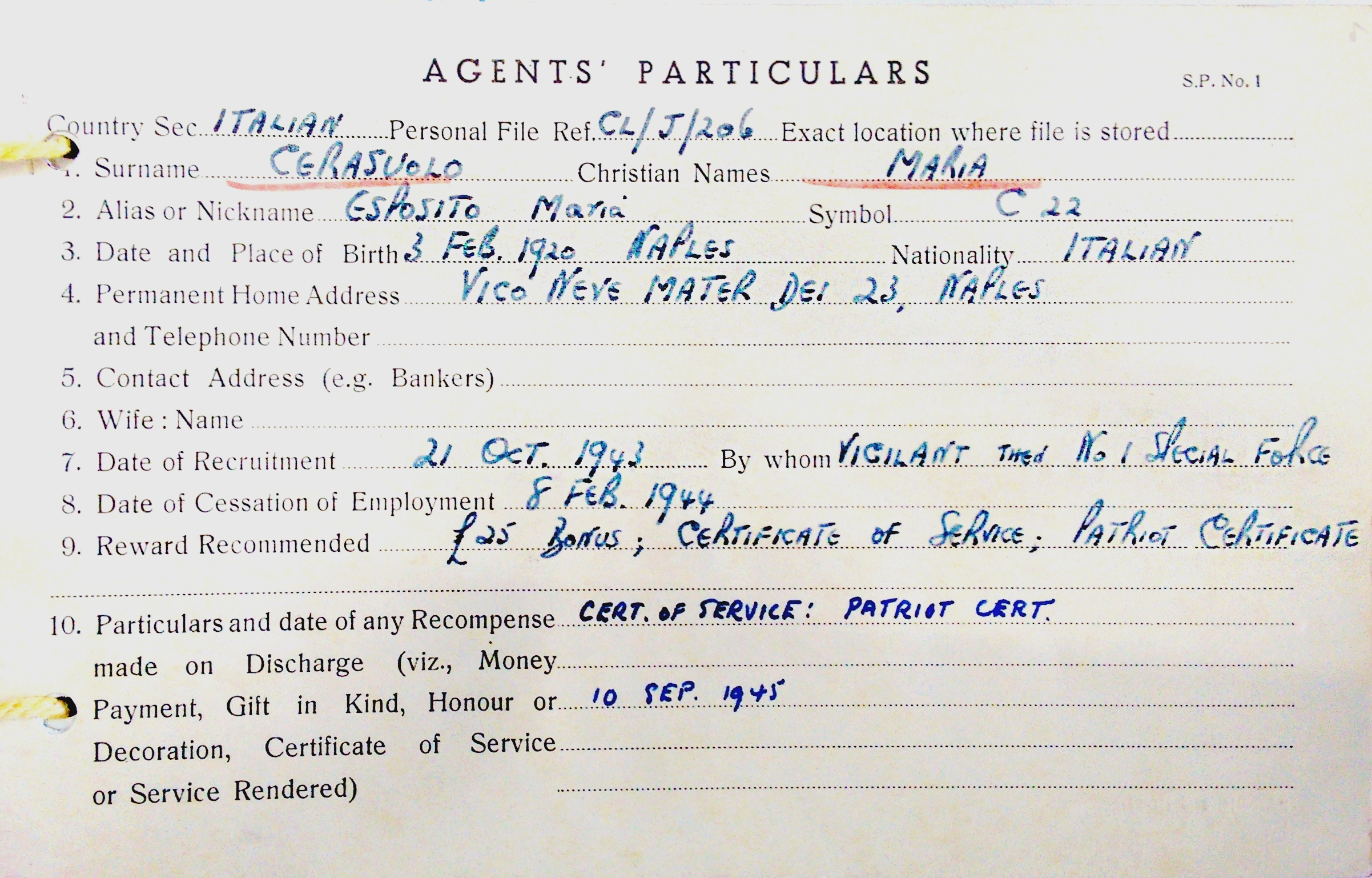
Maddalena Cerasuolos Akte "Angaben zum Agenten" in den Akten des SOE

Maddalena Cerasuolo war unter dem Decknamen "Maria Esposito" und der Agentennummer "C22" vom 23. Oktober 1943 bis zum 8. Februar 1944 für die Special Operations Executive (SOE), den britischen Geheimdienst, tätig. Nach einer kurzen Ausbildung im Castello Mezzatorre in Forio di Ischia nahm sie an den Missionen "Hillside II" und "Kelvin" teil.
Die Hillside II-Mission bestand darin, die feindlichen Linien zu überwinden, endete aber mit drei gescheiterten Versuchen.
Kelvin war eine Seemission. Cerasuolo benutzte ein nach Korsika geschicktes Motor-Torpedoboot, um von Bastia aus an die ligurische Küste zu gelangen. Dort sollte sie mit Waffen und Sprengstoff militärische Einrichtungen sabotieren, wie es die britische Strategie vorsah. Auch diese Mission endete mit einem Fehlschlag, fünf Versuche ohne Landung. Außerdem verlor Maddalena ihre gesamte Kleidung, die sie bei sich hatte, und wurde später vom SOE entschädigt.
Maddalena, die immer noch für das SOE arbeitete, sprang mit dem Fallschirm hinter den feindlichen Linien ab, die von Rom nach Montecassino verliefen, um Informationen zu sammeln, indem sie sich als Dienstmädchen der Künstlerin Anna d'Andria ausgab, die mit der High Society zusammenarbeitete und Partys gab, um die Strategie der deutschen Armee zu erkunden.
In der Personalakte des SOE ist Maddalena als Hausfrau, unverheiratet, wohnhaft in Vico della Neve, 23, Materdei, Neapel im Haus von Carlo Cerasuolo, eingetragen, die vom 21. Oktober 1943 bis zum 8. Februar 1944 als Spezialagentin tätig war – wobei sie auch weiterhin zur Verfügung stand – mit folgenden Hinweisen:

„Das Subjekt nahm eine auffällige Rolle beim Aufstand in Neapel ein. Sie half beim Bau von Barrikaden und nahm an den Kämpfen mit Gewehr und Handgranaten teil. Sie wurde am 8. Februar 1944 entlassen und erhielt bis dato 7.500 Lire für verlorene Kleidung. Sie erhielt keine Prämie oder Dienstbescheinigung.“

### Nach dem Krieg
Nach dem Krieg blieb Maddalena in Neapel. Sie äußerte ihre tiefe Verbundenheit zur Stadt. Sie heiratete einen Mann mit Nachnamen Morgese und hatte vier Kinder: Carlo, Gaetana, Gennaro und Patrizia. Sie kümmerte sich um ihre Familie und nahm an Aktivitäten zur Erinnerung an den Krieg teil. Sie erschien auf verschiedenen Fotos und traf verschiedene Persönlichkeiten, darunter den Präsidenten Oscar Luigi Scalfaro, mit dem sie auf einem Foto porträtiert wurde.
In Erinnerung geblieben ist auch ihr Gedicht mit dem Titel "La Mitraglietta" (Das Maschinengewehr).
Nach ihrem Tod im Jahr 1999 führten ihre Kinder die Erinnerung an Taten und gelebte Werte der Mutter fort.

## Auszeichnungen
Cerasuolo erhielt mehrere Anerkennungen, sowohl zu Lebzeiten, wie die Medaille für militärische Tapferkeit und andere bedeutende Anerkennungen, als auch nach ihrem Tod, darunter eine Namenswidmung in der Stadt Neapel.

### Militärische Auszeichnungen
Am 24. Mai 1946 wurde sie mit der Bronzemedaille für militärische Tapferkeit mit folgender Begründung ausgezeichnet:

„Nachdem sie als Sprecherin mit den Deutschen in Vico delle Trone verhandelt hatte, zeichnete sie sich in der folgenden Schlacht aus. Am selben Tag nahm sie am Kampf zur Verteidigung der Brücke "Ponte della Sanità" teil, an der Seite ihres Vaters und der Partisanen des Viertels Materdei e Stella.“

Die Zusammenarbeit mit der SOE wurde neben der finanziellen Entschädigung auch mit folgender Anerkennung gewürdigt:

„Für ihr stolzes Handeln und für ihren Beitrag zur Sache der Freiheit, im Namen dieses Kommandos, spreche ich ihr ein hohes Lob aus und danke ihr.“

### Zivile Auszeichnungen

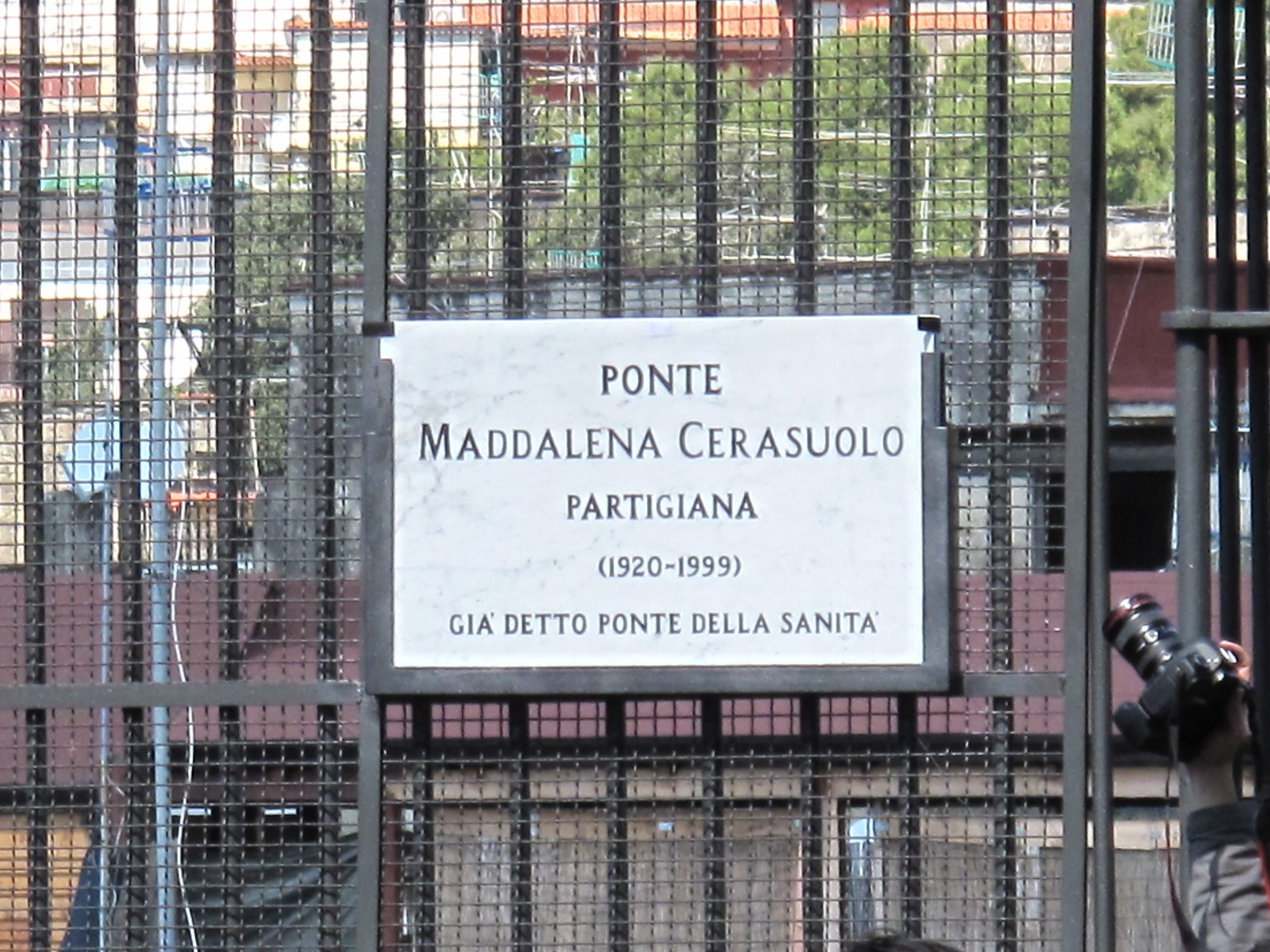
Das Schild trägt den neuen Namen der Brücke, die zuvor Ponte della Sanità hieß

Nach Ende des Krieges erhielt sie eine vom Offizier H.S. Carruthers unterzeichnete Verdiensturkunde des britischen Königreichs.
Im Jahr nach ihrem Tod, am 3. März 2000, weihte die Bürgermeisterin Rosa Russo Iervolino eine Gedenktafel für Maddalena Cerasuolo ein, die von der Stadt Neapel und dem Istituto Campano per la Storia della Resistenza realisiert wurde.

### Populärkultur
Die Erinnerung an Maddalena Cerasuolo ist in der Kultur der Stadt Neapel verankert, sie wird in mehreren Texten über die Resistenza und die Vier Tage von Neapel zitiert. Manchmal wird ihre Geschichte auch zur Untermauerung der These herangezogen, dass der neapolitanische Widerstand nicht von spontanen Aufständen ausging, wie weithin angenommen wird, sondern das Ergebnis einer lokal organisierten Aktivität im Rahmen einer international vereinbarten Strategie war.

#### Bücher
Im Jahr 2014 veröffentlichte ihre Tochter Gaetana Morgese ein Buch, das ihrer Lebensgeschichte gewidmet ist.
Sie wird in mehreren italienischen Büchern zitiert, z. B. in dem Roman Il paradiso dei diavoli von Franco di Mare, 2013, in Le donne erediteranno la terra und in Possa il mio sangue servire von Aldo Cazzullo, 2016 und schließlich in Il treno dei bambini von Viola Ardone.

#### Film
Den Vier Tagen von Neapel und insbesondere Maddalena Cerasuolo ist der 1995 gedrehte Kurzfilm 'Barricate' des Regisseurs Alessandro Scippa gewidmet.

#### Musik
1995 schrieb Carlo Faiello Text und Musik eines Maddalena Cerasuolo gewidmeten Liedes mit dem Titel "Maddalena", das von mehreren Künstlern interpretiert wurde, darunter:
- Nuova Compagnia di Canto Popolare (1995) (YouTube-Link)
- Lina Sastri (2000) (YouTube-Link)
- Anna Maria Castelli (2010)
- Neapolis in fabula (2011)
- Paola Subrizi Quartet (2018)

## Bibliografie
- Gaetana Morgese: La guerra di mamma. Maddalena "Lenuccia" Cerasuolo nelle quattro giornate di Napoli. Massa, Napoli 2010, ISBN 978-88-95827-24-7 (italienisch).
- Pietro Secchia: Enciclopedia dell'antifascismo e della Resistenza. Band 2. La Pietra, 1968, S. 130 (italienisch).
- Giuseppe Aragno: Le Quattro Giornate di Napoli. Storie di Antifascisti. Intra moenia, Napoli 2017 (italienisch).
- Sara Prossomartiri: I Signori di Napoli. Newton Compton Editori, 2014, ISBN 978-88-541-7346-0 (italienisch).